# خوان مانويل ليوب
خوان مانويل ليوب (بالإسبانية: Juan Manuel Llop) (1 يونيو 1963 - ) هو مدرب كرة قدم ولاعب كرة قدم أرجنتيني في مركز الوسط. لعب مع إستوديانتيس دي لا بلاتا وكيلمس ونيولز أولد بويز وسان مارتين دي توكومان ‏ وEstudiantes de Río Cuarto ‏.